# Ponts de la Pobla de Lillet
Els Ponts de la Pobla de Lillet són un conjunt de ponts de la Pobla de Lillet (Berguedà) cadascun protegit de manera individual com a bé cultural d'interès local o bé inclosos en l'Inventari del Patrimoni Arquitectònic de Catalunya.

## Pont de la Petita
Pont d'una sola arcada rebaixada amb dovelles de mida gran de pedra que destaca sobre la resta del parament, que és d'una composició més irregular. El pas és del tipus d'esquena d'ase amb vessants de poc pendent.

## Pont de l'Arija
El Pont de l'Arija és una obra del municipi de la Pobla de Lillet (Berguedà) inclosa en l'Inventari del Patrimoni Arquitectònic de Catalunya. És un pont de 3 arcs de la carretera de Gombren a la Pobla de Lillet molt alt pla, amb baranes de ferro fa de Partió dels dos municipis. Passa sobre el riu Arija,a afluent del Llobregat per l'esquerra. De Campdevànol a Gombreny i a la Pobla de lillet, 24 km carretera 17 km. Pont de pedra, sobre el riu Arija. És una notable obra de fàbrica. S'obre a la dreta de la gran clotada del riu enfondida entre bancals de roca...

## Pont de l'Espelt
El Pont de l'Espelt és una obra del municipi de la Pobla de Lillet (Berguedà) inclosa en l'Inventari del Patrimoni Arquitectònic de Catalunya. Pont sobre el riu Gavarrós, d'un sol arc de mig punt amb dovelles molt estretes col·locades a plec de llibre. La resta de parament és de pedres irregulars unides amb morter. Antic pont que salvava el riu Gavarrós en el camí que anava de Guardiola a la Pobla de Lillet, abans que es construís la carretera.

## Pont del Magret

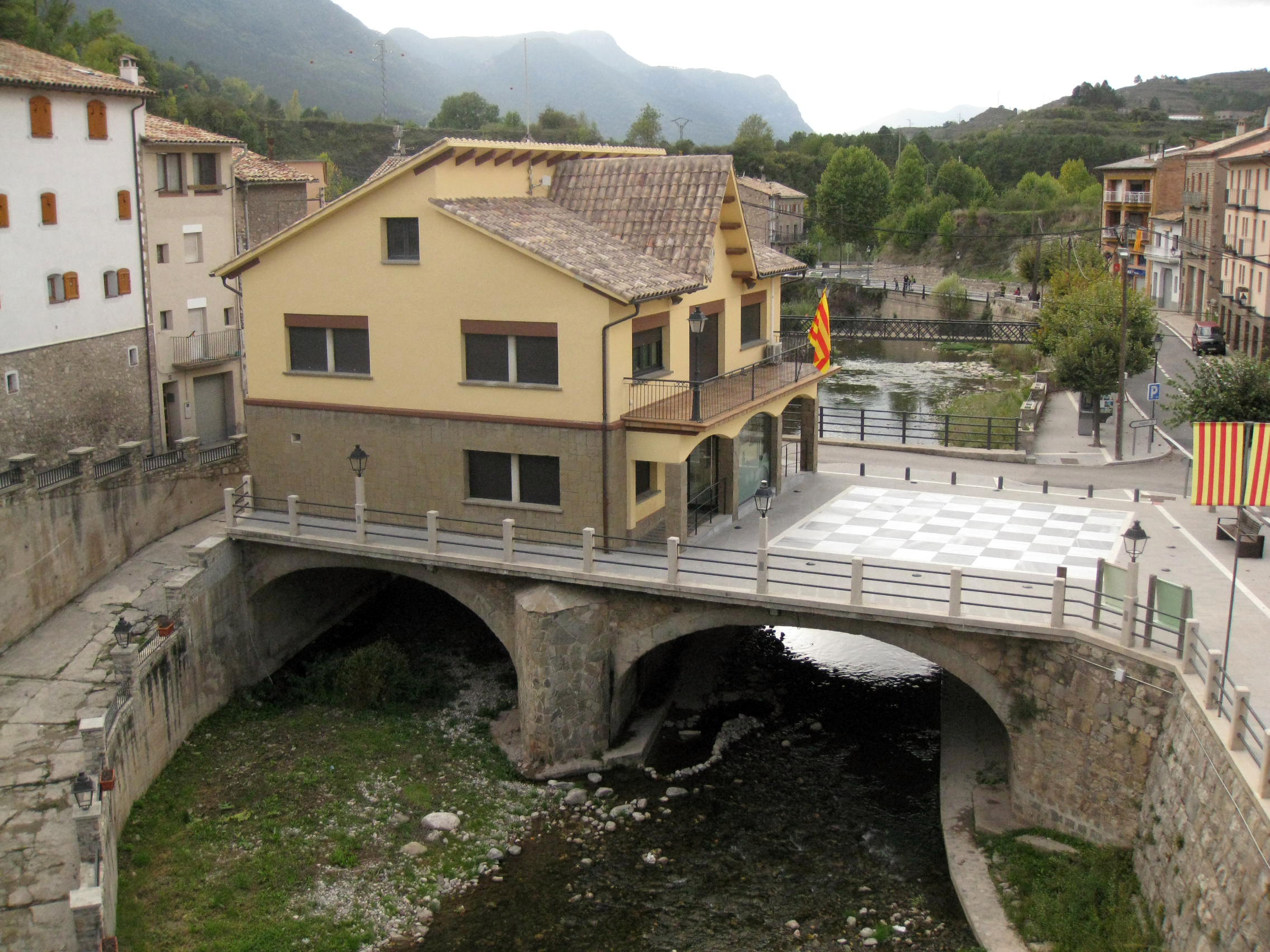
Pont del Magret i Ajuntament

El Pont del Magret és una obra del municipi de la Pobla de Lillet (Berguedà) protegida com a bé cultural d'interès local. És un pont a la Pobla de Lillet sobre el riu Llobregat. És de dos arcs rebaixats adovellats. Els arcs estan fets amb carreus de pedra ben devastats mentre que la resta de parament és de pedra irregular. A sobre d'ell s'han edificat algunes cases, com la nova casa de la vila.

## Pont Vell de la Pobla de l'Illet
Pont gòtic d'un sol arc apuntat que reposa sobre pilars de secció quadrangular. El pilar esquerre està fet amb carreus de considerables proporcions i el dret, amb carreus més petits, reposa el mur de contenció. Inicialment era de dos arcs, però amb la construcció d'un mur al vessant dret del riu es va desmantellar, restant dempeus l'arcada petita d'aquest. Té la volta de l'arc feta amb carreus a plec de llibre i enllosat superior. Està fet amb còdol, pedra irregular i morter.